# Готэм (женский футбольный клуб)
«Нью-Джерси/Нью-Йорк Готэм» (англ. NJ/NY Gotham FC) — женский футбольный клуб, выступающий в Национальной женской футбольной лиге (NWSL, США), чемпион 2023 года. Основан в 2007 году под названием «Скай Блю» (англ. Sky Blue FC), до основания NWSL выступал в W-лиге USL и лиге Women’s Professional Soccer, где в сезоне 2009 года завоевал чемпионское звание. Переименован в 2021 году. Домашний стадион — «Ред Булл Арена» (Гаррисон, Нью-Джерси).

## История
Клуб основан в 2007 году как «Джерси Скай Блю». Основателями и основными владельцами стали будущий губернатор Нью-Джерси Фил Мерфи, его жена Тамми и бизнесмен Стивен Темарес. В 2007 году, в свой первый сезон, команда играла в полупрофессиональной W-лиге USL и дошла до полуфинала её Восточной конференции, где проиграла со счётом 0:4 клубу «Оттава Фьюри».
В 2008 году, с созданием лиги Women’s Professional Soccer, клуб из Нью-Джерси стал одним из семи её первых участников. При распределении игроков сборной США по клубам новой лиги в состав «Скай Блю» вошли Наташа Кай, Хезер О'Рейли и Кристи Рампон. В международном драфте «Скай Блю» выбрали австралийку Шэрон Уолш, бразильянок Эстер и Розану и канадку Келли Паркер. Ещё одной из ведущих футболисток клуба стала полузащитница Яэль Авербух. Домашним стадионом команды на следующие три года стала арена «Юрчак Филд» в Пискатауэе, принадлежащая Ратгерскому университету.
В 2009 году в дебютном сезоне WPS «Скай Блю» по результатам регулярного сезона занял четвёртое место — последнее из обеспечивающих участие в плей-офф. Шансы команды оценивались невысоко: она окончила сезон с отрицательным балансом забитых и пропущенных мячей и без побед в очных встречах с остальными тремя участницами плей-офф. В середине сезона был уволен главный тренер Иэн Сойерс, а за два матча до его завершения подал в отставку сменивший Сойерса Келли Линдси. Третьим тренером за сезон стала центральная защитница клуба Кристи Рампон. Предполагалось, что «Скай Блю» проиграют в стыковом матче с третьей командой чемпионата «Вашингтон Фридом» и займутся перестройкой команды в межсезонье. Однако клуб из Нью-Джерси выиграл и этот матч, и последующие полуфинал и финал (против явных фаворитов лиги «Лос-Анджелес Сол»), став первым чемпионом в истории WPS.
В следующем сезоне к клубу присоединились несколько новых звёзд, включая Карли Ллойд. Наиболее существенной потерей стал уход перспективной молодой футболистки Джен Бучковски, которую перед драфтом расширения 2010 года команда оставила незащищённой и которая дважды подряд доходила после этого до финала плей-офф в составе команды «Филадельфия Индепенденс». «Скай Блю», напротив, несмотря на формальное усиление состава, больше не выходили в плей-офф WPS, в сезоне 2010 года забив на 11 мячей меньше, чем пропустили.
После распада WPS игроки «Скай Блю» на протяжении года выступали за команду W-лиги «Нью-Джерси Уайлдкэтс», чтобы не терять практики. Когда в конце 2012 года была сформирована Национальная женская футбольная лига, «Скай Блю» стал одним из первых восьми клубов в её составе и возобновил выступления в сезоне 2013. В первом сезоне NWSL, как и в первом сезоне WPS, команда заняла четвёртое место в турнирной таблице, обеспечив себе участие в плей-офф, однако дальше полуфинала не прошла, проиграв со счётом 0:2 победителям регулярного сезона «Уэстерн Нью-Йорк Флэш».
На протяжении остатка десятилетия клуб, несмотря на участие звёзд международного масштаба (Рампон, Келли О’Хара, Моника Окампо, Кейтлин Фурд, Надия Надим, рекордсменка лиги по количеству голов за сезон Саманта Керр), неизменно оставался за пределами плей-офф. Сезон 2018 стал самым провальным в истории команды, в 24 матчах одержавшей только одну победу. Её руководство также никак не могло определиться с целевой аудиторией, пытаясь привлечь болельщиков поочерёдно в Филадельфии и Нью-Йорке. Наконец, в 2019 году, с приходом нового генерального менеджера Элис Лахью, начался решительный ребрендинг команды. Она перебралась с университетского поля на стадион «Ред Булл Арена», обеспечивавший большее количество зрительских мест (для сведения баланса требовалось, чтобы домашние игры в среднем посещали около пяти тысяч зрителей). Близость к городской агломерации Нью-Йорка повлекла за собой смену названия: в начале 2021 года клуб получил название «Нью-Джерси/Нью-Йорк Готэм», а на его новой эмблеме, разработанной дизайнером Мэтью Вулфом, появилась корона статуи Свободы.
В мае 2021 года «Готэм» дошёл до финала Кубка вызова NWSL, где в гостях уступил «Портленд Торнс» в серии послематчевых пенальти. Осенью того же года клуб пробился в плей-офф NWSL впервые с 2013 года, но в четвертьфинальном матче проиграл с минимальным счётом «Чикаго Ред Старз».
Команда закончила сезон 2022 года на последнем месте в лиге. В межсезонье «Готэм» усилили действующие чемпионки NWSL Эбби Смит и Язмин Райан и нападающая сборной США Линн Уильямс, а в драфте клуб выбрал будущего новичка лиги Дженну Найсвонгер. В следующем году, в прощальном сезоне капитана Али Кригер, «Готэм» с трудом пробился в плей-офф, заняв шестое, последнее из проходящих в него, место. Однако после этого команда обыграла подряд трёх соперников, стоявших в таблице регулярного сезона выше неё, и впервые в истории завоевала титул чемпионов NWSL.

## Лучшие результаты
- W-лига — 1/2 финала конференции (2007)
- Women’s Professional Soccer — чемпион (2009)
- Национальная женская футбольная лига — 1/2 финала (2013), финал Кубка Вызова (2021)